# Оока (река)
Оока (яп. 大岡川 О̄ока-гава) — река, протекающая через Иокогаму, Япония. Впадает в Токийский залив. Длина реки — 14 км.
На реке построено 80 мостов.
Берёт начало в Иокогаме и течет на север, до слияния с рекой Хино (日野川), протекающую через район Конан, затем течёт в южный округ, и впадает в море в порту Йокогамы.